# Leptonectidae
De Leptonectidae zijn een familie van uitgestorven zeereptielen, behorend tot de Ichthyosauria.
In 1934 benoemde Oskar Kuhn een familie Leptopterygiidae voor Leptopterygius Huene, 1922. In 1996 ontdekte Chris McGowan dat de naam van dat geslacht al bezet was geweest door de vis Leptopterygius Troschel, 1860. Hij hernoemde het geslacht tot Leptonectes. In 1998 hernoemde Michael Maisch de familie in Leptonectidae. De soorten van de familie komen materieel overeen met de Eurhinosauria. Ze leefden in het vroege Jura.

## Kenmerken
De Leptonectidae hadden smalle, vinvormige ledematen, die uit vijf tenen/vingers bestonden met een groot aantal kootjes. Het waren allemaal kleine tot middelgrote dieren, het bekendst om hun zeer lange, zwaardvisachtige snuit, die had kunnen worden gebruikt als een wapen, maar ook voor de jacht. Daarvoor sneden ze wellicht door grote scholen vis, die dan werden gespietst.

## Geslachten
- Eurhinosaurus Abel, 1909
- Excalibosaurus McGowan, 1986
- Leptonectes McGowan, 1996 = Leptopterygius Troschel, 1860
- Wahlisaurus Lomax, 2016